# Montebello di Bertona
Montebello di Bertona ist eine italienische Gemeinde mit 843 Einwohnern und liegt in der Nähe von Villa Celiera und Farindola in der Provinz Pescara.

## Geografie
Zu den Ortsteilen (Fraktionen) zählen Campo Bertona, Campo delle Piane, Campo Mirabello, Campo Santa Maria und Colasante.
Die Nachbargemeinden sind: Civitella Casanova, Farindola, Penne und Villa Celiera.

## Geschichte
In der Gegend fand man verschiedene Gegenstände aus der Altsteinzeit. Es wurden vor allem Möbel und Ornamente ausgegraben, die aus dieser Zeit stammen. Das Dorf wurde im Jahr 1062 erstmals als Mons Bellus erwähnt. Im Jahr 1290 wurde daraus der Name Montisbelli Castrum. Im 16. Jahrhundert gehörte die Gemeinde dem Herzogtum Penne. Im Jahr 1926 wurde die Gemeinde Montebello di Bertona, die bis dahin Teil der Provinz von Chieti gewesen war, neue Gemeinde der Provinz Pescara.

## Weinbau
In der Gemeinde werden Reben der Sorte Montepulciano für den DOC-Wein Montepulciano d’Abruzzo angebaut.